# Ronel Estanislao
Ronel Estanislao (* 28. Januar 1990) ist ein philippinischer Badmintonspieler. 

## Karriere
Ronel Estanislao gewann 2009 die Yonex-Sunrise National Open Championships auf den Philippinen. 2011 stand er im Viertelfinale des Herrendoppels der Südostasienspiele. Mit dem Herrenteam scheiterte er bei derselben Veranstaltung ebenfalls im Viertelfinale. Weitere Starts folgten bei den Macau Open 2011, der Japan Super Series 2012, dem Indonesia Open Grand Prix Gold 2012 und den Macau Open 2012. Bei letztgenannter Veranstaltung wurde er Fünfter. 2013 startete er bei der Badminton-Weltmeisterschaft.